# Aerolíneas Argentinas

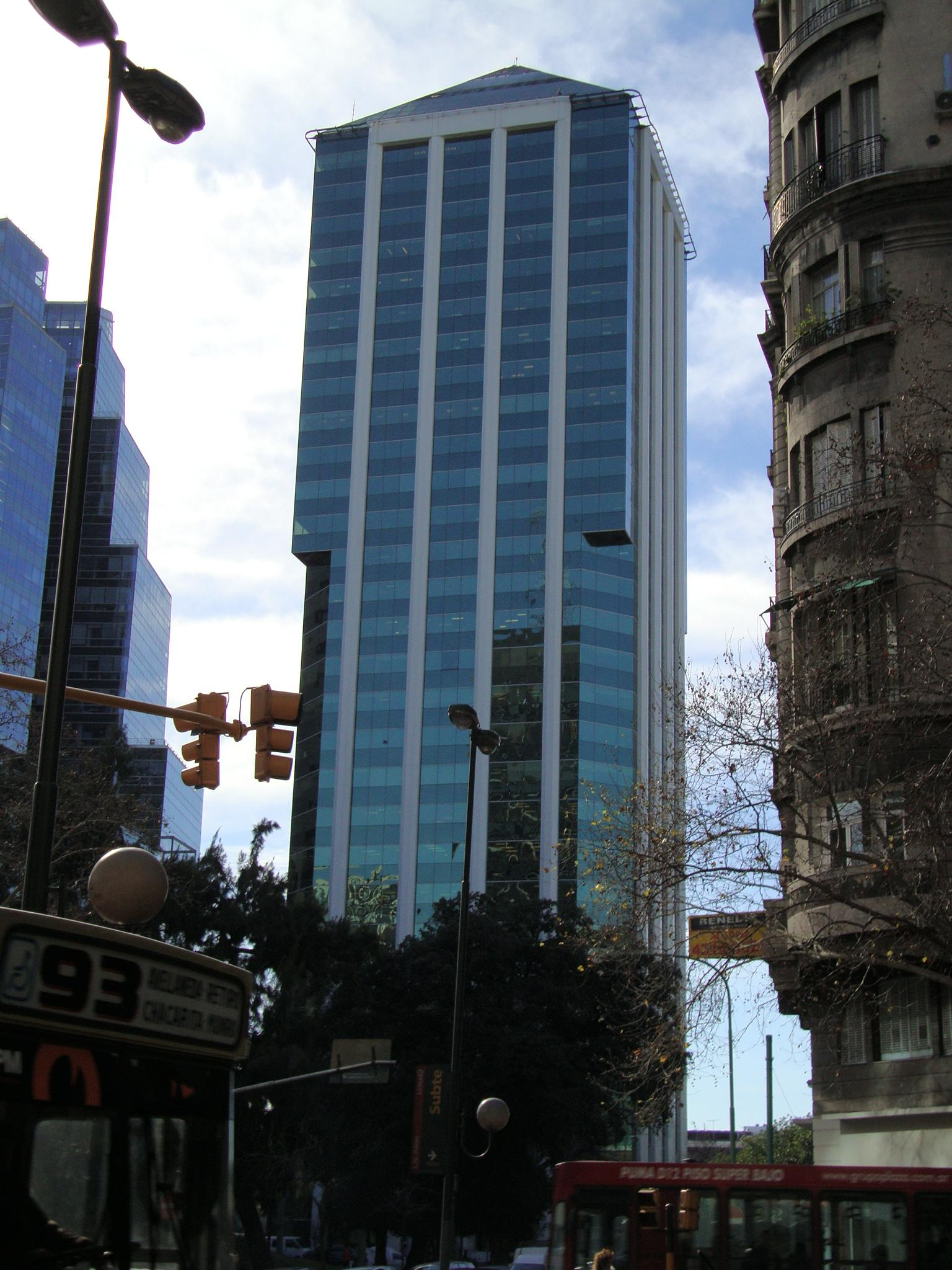
Torre Bouchard, het hoofdkantoor van Aerolíneas Argentinas

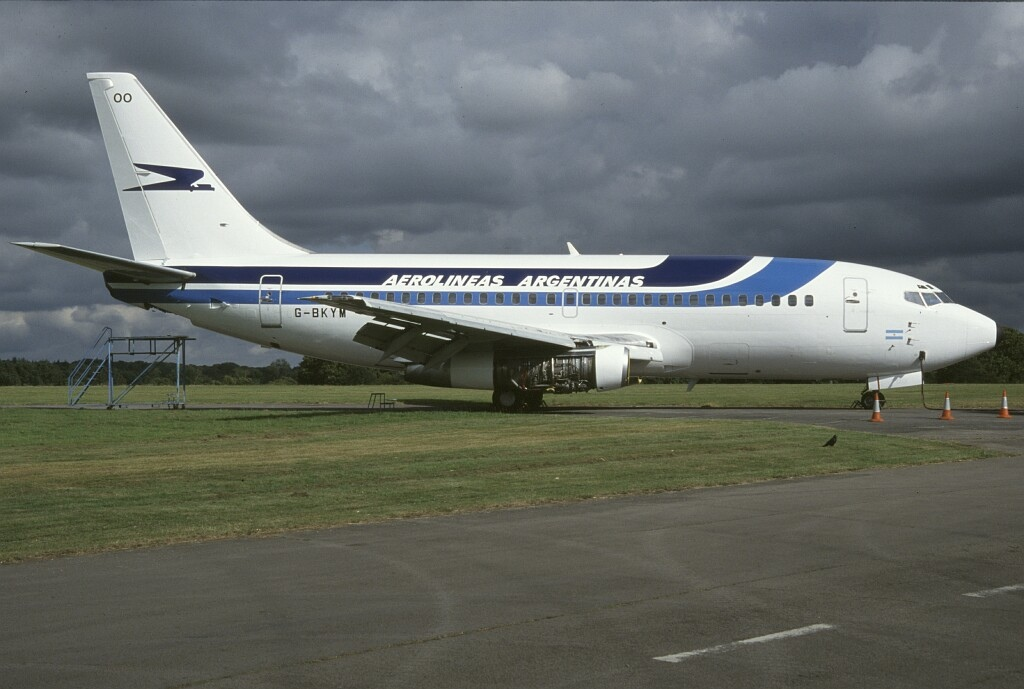
Aerolíneas Argentinas B737-200

Aerolíneas Argentinas is de nationale luchtvaartmaatschappij van Argentinië.

## Activiteiten
De luchtvaartmaatschappij vliegt vanuit de thuisbases Aeropuerto Internacional Jorge Newbery (Aeroparque) en Aeropuerto Internacional Ministro Pistarini in Buenos Aires naar 24 internationale bestemmingen in Amerika, Europa en Australië. Samen met Austral Líneas Aéreas voert zij binnenlandse vluchten uit naar 36 bestemmingen.
Aerolíneas Argentinas en LAN Airlines zijn de enige Latijns-Amerikaanse luchtvaartmaatschappijen die vluchten op Oceanië verzorgen.

## Geschiedenis
Aerolíneas Argentinas is opgericht in 1950 als een fusie van FAMA, Aeroposta, ALFA en ZONDA. Het bedrijf was in handen van de overheid.
In het begin van de jaren negentig begon de Argentijnse president Carlos Menem met een belangrijk privatiseringsproces. De luchtvaartmaatschappij kwam in handen van het Spaanse Iberia, dat echter zelf in de problemen raakte en de Spaanse regering om financiële steun moest vragen. Dit werd door de Europese Commissie toegestaan onder voorwaarde dat veel internationale belangen, waaronder haar aandelen in Aerolineas Argentinas en dochteronderneming Austral, werden verkocht.
In 2008 nam de Argentijnse regering de aandelen, inclusief die van Austral, over van Grupo Marsans. Grupo Marsans kocht in 2001 de aandelen van een bedrijf dat werd gecontroleerd door de Spaanse overheid. Aerolineas stond er in 2001 financieel zeer slecht voor en dreigde failliet te gaan. In 2008 telden Aerolineas en Austral samen zo’n 9.000 medewerkers en verzorgden ongeveer 80% van alle binnenlandse vluchten. De overname van de aandelen betekende een renationalisatie van de luchtvaartmaatschappij.
Aerolíneas startte in 2009 met een vernieuwingsprogramma voor de vloot door 12 nieuwe Boeing 737-700s Next Generation en de verwerving van 20 Embraer 190s.
Op 29 november 2010 tekende Aerolíneas Argentinas een toetredingsovereenkomst om lid te worden van SkyTeam. Sinds 29 augustus 2012 zijn ze officieel toegetreden tot de SkyTeam-alliantie. Gezamenlijk bieden de SkyTeam-leden nu 123 dagelijkse vluchten vanuit Buenos Aires naar 53 bestemmingen wereldwijd.

## Vloot
De vloot van Aerolíneas Argentinas bestond in september 2019 uit:

| Type             | Totaal | Orders | Passagiers | Passagiers | Passagiers | Opmerkingen          |
| Type             | Totaal | Orders | C          | Y          | Total      | Opmerkingen          |
| ---------------- | ------ | ------ | ---------- | ---------- | ---------- | -------------------- |
| Airbus A330-200  | 10     | —      | 24         | 248        | 272        |                      |
| Airbus A340-300  | 2      | —      | 32         | 248        | 280        | Uitgefaseerd in 2019 |
| Boeing 737-700   | 8      | —      | 8          | 120        | 128        |                      |
| Boeing 737-800   | 31     | —      | 8          | 162        | 170        |                      |
| Boeing 737 MAX 8 | 5      | 8      | 8          | 162        | 170        |                      |
| Totaal           | 56     | 8      |            |            |            |                      |